# SECOR 2
SECOR 2 (ang. SEquential COllation of Range) – amerykański wojskowy satelita naukowy. Wyniesiony razem z satelitą Transit O-3. Służył do badań związanych z nawigacją satelitarną i geodezją. Stanowił część programu SECOR. Misja zakończyła się niepowodzeniem.

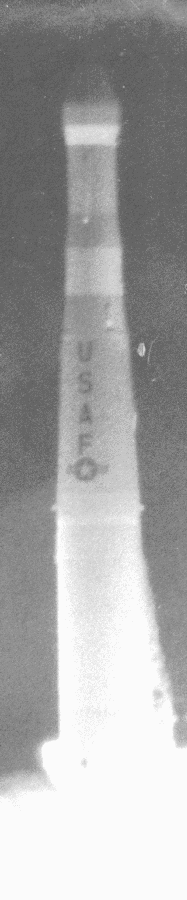
Start Transita O-3 i SECOR 2 rakietą Thor Able Star